# 杉生糺
杉生 糺 （すぎう ただす、1887年1月15日 – 1968年）は、日本の弁護士。初代名古屋高等裁判所長官。

## 略歴
明治20年（1887年）福井県三方郡三方町に生まれる。昭和37年3月 – 旧制小浜中学校卒業、第一高等学校入学。
大正2年 6月 – 東京大学法学部卒業。大正3年3月 – 弁護士開業。大正11年 – 東京市浅草区会議員当選。昭和14年 – 弁理士。
昭和22年9月26日 – 名古屋高等裁判所長官。昭和27年1月14日 – 定年退官。昭和27年2月 – 弁護士復帰。

### 若狭出身の司法関係者
- 織田嘉七（大審院部長判事）
- 遠藤常寿（大阪控訴院検事長（大阪高検）甲府、神戸地検検事正）
- 堀口春蔵（釧路地方裁判所長）
- 岡本正夫（平城覆審法院長）
- 寺川三蔵（海州地方法院長）

## 著書
- 刑法綱要  1919年8月
- 刑事訴訟法大要 1923年